# Orly (canción)
Orly es una canción de 1977, escrita, compuesta e interpretada por Jacques Brel que aparece en su último álbum Les Marquises. La canción cuenta la difícil separación de una pareja en el aeropuerto de Orly donde el hombre va a tomar un avión.

## Narración
En esta canción de amor, el narrador es espectador de la escena de separación.

## Versiones
Existen alrededor de treinta versiones de Orly.
La canción ha sido interpretada en varios álbumes de versiones de Brel como por ejemplo :
- 1998 por Vadim Piankov en Vadim Piankov chante Jacques Brel,
- 2002 por Duilio Del Prete en Duilio Del Prete canta Brel,
- 2003 por Pierre Bachelet en Tu ne nous quittes pas,
- 2007 por Florent Pagny en Pagny chante Brel,
- 2008 por Laurence Revey,
- 2018 por Maurane en Brel.